# تاتيانا سكونماكر
تاتيانا سكونماكر (مواليد 9 يوليو 1997) هي سباحة جنوب أفريقية، فازت بالميدالية الذهبية في مسابقة 200 متر صدراً في أولمبياد 2020.